# クルップ鋼
クルップ鋼（クルップこう）は、ドイツの製鋼・武器メーカーのクルップ社が開発した装甲用鋼板。
ニッケルとクロムを配合した合金鋼の表面に浸炭焼き入れをして強度を増した装甲板（表面硬化装甲）のことである。KC装甲鋼板ともいう。極表面の浸炭部数ミリメートルは非常に硬く、その奥に硬いマルテンサイト組織、靭性の高いトルースタイト組織をもつ。
イタリアでは当時、クルップ鋼のライセンス版であるテルニ鋼が生産されている。
日露戦争の日本海海戦で知られる戦艦三笠の装甲にも採用されている。